# Zapor Spandau
Zapor Spandau je bivši zapor v četrti Spandau v Berlinu. Zapor je bil zgrajen leta 1876 in porušen leta 1987.
Najpomembnejši zaporniki v zaporu je bila sedmerica nemških vojnih zločincev (Rudolf Hess,  Walther Funk in Erich Raeder (dosmrtna kazen), Albert Speer in Baldur von Schirach (20-letna zaporna kazen), Konstantin von Neurath (15 let), Karl Dönitz (10 let)). Zadnji zapornik v zaporu je bil Rudolf Hess, nakar so zapor podrli, da ne bi postal neonacistično svetišče.
V bližini je Citadela Spandau.